# 笑撃60!
『笑撃60!』（しょうげきろくじゅう）は、TBSで2005年4月10日から2005年10月2日まで、毎週日曜日12時54分 - 13時00分(JST)に放送されたミニ番組・バラエティ番組。ロッテ（「クーリッシュ」名義）の一社提供で、金剛地武志がナビゲーターを務めた。
ディファ有明を舞台に、毎週1組の若手お笑い芸人が1分間のネタを行い、100人の観客が判定。90点以上で賞金が与えられ、それ未満で水中に落下する仕組みだった。しかし、90点以上の芸人はほとんどいなかった。

## スタッフ
- 演出：前原篤
- プロデューサー：長尾昇、阿蘇博
- 制作：ドリマックス・テレビジョン
- 製作：TBS